# 拉瓦伊
拉瓦伊是位於美國夏威夷州可愛縣的一個人口普查指定地區。

## 地理
拉瓦伊的座標為21°55′31″N 159°30′27″W / 21.92528°N 159.50750°W，而該地最高點為海拔高度169米（即554英尺）。

## 人口
根據2010年美國人口普查的數據，拉瓦伊的面積為10.75平方千米，當中陸地面積為10.50平方千米，而水域面積為0.25平方千米。當地共有人口2,363人，而人口密度為每平方千米219.81人。